# EC 1.8.1
La EC 1.8.1 è una sotto-sottoclasse della classificazione EC relativa agli enzimi. Si tratta di una sottoclasse delle ossidoreduttasi che include enzimi che agiscono su donatori di elettroni contenenti zolfo ed accettori come NAD+ o NADP+.

## Enzimi appartenenti alla sotto-sottoclasse
| numero EC   | nome accettato                             |
| ----------- | ------------------------------------------ |
| EC 1.8.1.2  | solfito reduttasi (NADPH)                  |
| EC 1.8.1.3  | ipotaurina deidrogenasi                    |
| EC 1.8.1.4  | diidrolipoil deidrogenasi                  |
| EC 1.8.1.5  | 2-ossopropil-CoM reduttasi (carbossilante) |
| EC 1.8.1.6  | cistina reduttasi                          |
| EC 1.8.1.7  | glutatione-disolfuro reduttasi             |
| EC 1.8.1.8  | proteina-disolfuro reduttasi               |
| EC 1.8.1.9  | tioredossina-disolfuro reduttasi           |
| EC 1.8.1.10 | CoA-glutatione reduttasi                   |
| EC 1.8.1.11 | asparagusato reduttasi                     |
| EC 1.8.1.12 | tripanotione-disolfuro reduttasi           |
| EC 1.8.1.13 | bis-gamma-glutamilcistina reduttasi        |
| EC 1.8.1.14 | CoA-disolfuro reduttasi                    |
| EC 1.8.1.15 | micotione reduttasi                        |